# Makuxi
I Makuxi  sono un gruppo etnico del Brasile e della Guyana che ha una popolazione stimata in 29.931 individui (Funasa, 2010).

## Lingua
Parlano la lingua pemon, lingua che appartiene alla famiglia linguistica Karib e che è parlata dal macro-gruppo definito Pemon, che ingloba anche gruppi numerosi stanziati in Venezuela.

## Insediamenti
Vivono nello stato brasiliano di Roraima e nella Guyana. La popolazione Macuxi è stimata in circa 19.000 persone in Brasile e in circa 9.500 nella vicina Guiana, nelle zone di montagna a nord dello stato brasiliano di Roraima (circa 140 villaggi) e a nord del distretto guianese di Rupununi (circa 50 villaggi). La zona più popolosa è il territorio indigeno Raposa Serra do Sol, un territorio di 1.678.800 ettari  per 85 villaggi.

## Organizzazione sociale
I Makuxi vivono in villaggi formati da case unifamiliari localizzate lungo i fiumi. Tali villaggi vengono denominati malocas termine utilizzato nel passato per identificare grandi case plurifamiliari. Il numero dei villaggi makuxi Roraima  è di 96 mentre nella Guyana ne sono stati identificati 26. Vi sono poi molte case sparse nella savana, vicino alle fattorie dei bianchi, i cui abitanti mantengono sporadici contatti con la comunità di origine.
I villaggi makuxi sono formati da un nucleo centrale di una decina di case e, intorno a questo, nel raggio di qualche chilometro, vi sono sparse altre case costruite generalmente vicino alle piantagioni e abbastanza isolate da permettere l'allevamento di maiali, galline e altri animali da cortile.
La popolazione makuxi è oggi divisa in villaggi e in ognuno di questi vi è un tuxaua che organizza la vita sociale e comunitaria e ne è rappresentante nelle relazioni esterne (missionari, governanti, ecc.). In passato non esisteva, tra i Makuxi, la figura del tuxaua. Chi organizzava la vita comunitaria era il capo della famiglia allargata e la sua autorità non andava oltre i propri parenti. Con l'arrivo dei bianchi si è sentita l'esigenza di avere un responsabile per ogni villaggio.
Il tuxaua è eletto dai padri di famiglia anche se, in alcuni casi, abbiamo visto anche la partecipazione delle donne adulte nelle votazioni. Se nel passato il tuxaua veniva scelto per lo status che occupava nell'organizzazione familiare, oggi si sceglie per le sue capacità di mediazione tra le famiglie della maloca e verso l'esterno. Il tuxaua deve essere un uomo di pace nel risolvere le contese interne alla comunità e allo stesso tempo deve essere forte e deciso nel difendere i diritti della maloca nei confronti dei bianchi. I tuxauas scelti in questi ultimi anni sono perciò giovani, sposati, nella maggior parte hanno studiato nelle scuole delle missioni, parlano sia il makuxi che il portoghese, sanno scrivere e leggere nella lingua dei bianchi e sono capaci di portare avanti gli scambi commerciali con le altre comunità e con i fazendeiros.
L'autorità del tuxaua è basata unicamente sul consenso e sulla capacità che ha di convinzione e di mediazione nei confronti della sua gente. Non ha nessuna possibilità di imporre o obbligare gli altri indios a fare il suo volere. Quando qualcuno commette una colpa grave viene giudicato da tutti gli adulti della comunità: in caso di possibile riparazione (furti, danni, ecc.) lo obbligano a pagare e in certi casi viene cacciato dalla comunità. In caso di omicidio si ricorre alle autorità governative (FUNAI e polizia) che arrestano il colpevole e lo portano a Boa Vista, nel penitenziario territoriale. Non è possibile analizzare la situazione economica delle comunità makuxi senza considerare come prioritario il problema delle terre. Ciò perché la terra è un elemento fondamentale nella produzione materiale e nella organizzazione sociale e culturale del territorio come anche perché è a partire dall'invasione delle terre, tradizionalmente occupate dai Makuxi, che sono avvenute, e avvengono, le maggiori trasformazioni di questo popolo.

## Il territorio e il rapporto con i "bianchi"
La richiesta di demarcazione delle terre indigene è da anni obiettivo prioritario delle comunità makuxi. Una campagna internazionale per la demarcazione dell'area "Raposa - Serra do Sol" ha portato al riconoscimento di tale diritto, nonostante l'opposizione di politici locali dello stato di Roraima. Il controllo delle terre è elemento fondamentale del processo produttivo ma ciò non significa che per i Makuxi la terra sia un semplice mezzo di produzione. La terra è popolata da spiriti ancestrali che la rendono un soggetto con cui rapportarsi con una certa reciprocità e non un semplice oggetto che può essere barattato o venduto. Ciò implica un relazionamento particolare con la terra: occorre rispettarla, richiederle le cose, ringraziarla attraverso appositi rituali. Questo atteggiamento, che comporta l'impossibilità del possedere la terra che non può essere comprata o venduta impunemente, ha favorito l'invasione dei bianchi.
Come negare ad altri uomini il diritto di avere i prodotti che la terra dà a tutti, soprattutto se i bianchi si presentano pacificamente, come fratelli, venuti con la volontà di aiutare e non di opprimere? Con il passare degli anni queste invasioni esterne provocano una crisi tra i Makuxi e sono obbligati a cambiare il loro atteggiamento anche nel considerare la terra come "soggetto libero" che non ha bisogno di essere difeso. Si tracciano confini, i bianchi iniziano a costruire recinti con filo spinato provocando uno squilibrio nell'organizzazione socio-economica e culturale dei Makuxi.
Storicamente, il sistema produttivo dei Makuxi si basa sulla raccolta di frutti silvestri, sulla coltivazione di piantagioni familiari (denominate roças), di caccia e di pesca.  I Makuxi mantenevano un sistema di intercambio con altri gruppi indigeni della regione che assicurava un certo equilibrio interno: un popolo in guerra con un altro passava, con estrema facilità, dalle relazioni belliche a quelle commerciali e viceversa. L'arrivo dei bianchi ha rotto, parzialmente, questo equilibrio imponendo una ristrutturazione delle relazioni in funzione della loro presenza. I bianchi diventano, gradualmente, i mediatori principali nelle relazioni tra i gruppi. L'acquisizione dei nuovi prodotti portati dai bianchi diventa per gli indios motivo di prestigio e inizia così un processo che porterà squilibri e dipendenza in quanto gli indigeni non potevano produrre le nuove merci.
Il rapporto dei Macuxi con i colonizzatori, sempre più stretto, determina le seguenti situazioni:
- Occupazione delle terre indigene da parte degli allevatori.
- Diminuzione della selvaggina e della pesca a causa del bestiame e dei recinti.
- Nascono nuove necessità e aumenta sempre più la dipendenza dai bianchi.
- Gli indigeni per avere i prodotti dei bianchi, iniziano a vendere la loro forza lavoro.
- Il tradizionale intercambio diminuisce per lasciar posto alla commercializzazione basata sul denaro.

L'occupazione delle terre makuxi da parte dei bianchi è di due tipi: nelle praterie e nelle valli si instaurano gli allevatori di bestiame (fazendeiros), nelle montagne e lungo i fiumi i cercatori d'oro e di diamanti (garimpeiros).
Nonostante le leggi nazionali e le convenzioni internazionali promulgate dallo Stato brasiliano riconoscano "il diritto di proprietà collettivo o individuale ai membri delle popolazioni indigene interessate sulle terre che occupano tradizionalmente"  nella realtà non sono per nulla rispettate. L'occupazione delle terre indigene da parte dei coloni e delle imprese agricole ed estrattive risponde a un piano governativo ben chiaro: concentrare le terre nelle mani di chi può utilizzarle e sfruttarle più adeguatamente per alzare l'indice di produzione dell'economia brasiliana.
La legge numero 6001 del 1973 nell'articolo 65 afferma che: " Il potere esecutivo farà, entro cinque anni, la demarcazione delle terre indigene, non ancora demarcate". Sono passati tanti anni e solo un quarto di queste sono state delimitate e, per la maggior parte, continuano ad essere invase dai coloni bianchi.